# Teemu Rannikko
Teemu Rannikko, finski košarkar, * 9. september 1980, Turku, Finska.
Osnovni podatki:
- Številka: 9
- Pozicija: branilec
- Višina: 189 cm
- Masa: 88 kg

»Motor ekipe« je zablestel v letošnji Evroligi, ko je dosegal povprečno 12,7 točk in 3 podaje. Rannikka je športna pot z domače Finske (Njegov prvi klub je bil finski Piiloset, kjer se je preko mladinskih vrst prebil med člane v sezoni 1996/1997 in tam ostal vse do sezone 200/2001) vodila najprej v Italijo, kjer se je sprva kalil v ekipi Reggio Emilie in nato Rosseta, kjer je že igral tudi z Markom Miličem, s katerim sta se nato za dve sezoni skupaj preselila k Scavoliniju in se predlani uvrstila v četrtfinale Evrolige, kjer ju je izločil kasnejši prvak Maccabi. 
Teemu je bil že leta 1998 na finskem imenovan za igralca, ki je najbolj napredoval, kar trikrat je bil tudi najboljši podajalec lige (5,6; 7,4 in kar 9,2 podaje na tekmo), v sezonah 1999 in 2000 je bil proglašen za najboljšega igralca lige, igral je za vse selekcije Finske, sedaj pa je eden izmed nosilcev igre finske članske reprezentance. 
Teemu je bil v sezoni 2006/07 zadovoljen s strokovnim delom pri Unionu Olimpiji in se je tako odločil podaljšati pogodbo tudi za naslednje dve leti. A je pogodbo kasneje prekinil in za Olimpijo ni igral več. Skupaj z Markom Miličem in gruzijcem Manucharjem Markoishvilijem, so tvorili udarno trojico Union Olimpije v sezoni 2006/07. 
V sezoni 2007/08 je postal tudi zmagovalec v metanju trojk na tekmi zvezd (all-stars) Lige NLB.